# Pojkarna (roman)
Pojkarna är en ungdomsroman av Jessica Schiefauer utgiven 2011 på bokförlaget Bonnier Carlsen. Boken tilldelades Augustpriset 2011 för bästa barn- och ungdomsbok.

## Handling
Momo, Bella och Kim är tre flickor som nyss fyllt fjorton. Men de vill inte bli vuxna och fortsätter vara barnsliga. I skolan blir de trakasserade av pojkar, men vågar inte göra något åt det.
Bellas stora intresse är blomsterodling och en dag i början av sommarlovet får hon hem ett speciellt frö som de planterar i Bellas växthus. Blomman växer upp över natten, till Bellas förvåning, och en natt smakar de på dess nektar som en del av en lek. Men det blir inte alls som de tänkt sig och deras flickkroppar blir förvandlade till pojkkroppar i ett helt dygn. Flickorna ser det som en möjlighet att slippa sina vanliga liv och stiger in i en ny värld, full av nattliga äventyr. Men Bella och Momo gillar inte det nya pojklivet lika mycket som Kim gör och de slutar snart följa med henne när hon går ut på natten. Vännerna glider isär allt mer, men Kim börjar gilla Tony, en pojke som är full av hemligheter.

## Dramatiseringar
Boken dramatiserades 2013 av Ninna Tersman. Den hade senare samma år urpremiär på Uppsala Stadsteater, för att sedan åka på Riksteaterturné. En filmatisering hade premiär 2015 (i Sverige 2016).